# Helcyra austeni
Helcyra austeni är en fjärilsart som beskrevs av Hall 1930. Helcyra austeni ingår i släktet Helcyra och familjen praktfjärilar. Inga underarter finns listade i Catalogue of Life.